# Petesza
Petesza (lit. Peteša) – wieś na Litwie, w okręgu wileńskim, w rejonie wileńskim, w gminie Rudomino.
Znajduje tu zespół dworsko-parkowy Wańkowiczów z XVII w. wraz z zabudowaniami dworskimi.

## Historia
Pod zaborami i w II Rzeczypospolitej folwark (majątek ziemski). W XIX i w początkach XX w. położona była w Rosji, w guberni wileńskiej, w powiecie wileńskim, w gminie Rudomino. Była wówczas siedzibą okręgu wiejskiego. Po I wojnie światowej pod administracją polską, w Zarządzie Cywilnym Ziem Wschodnich. W latach 1920–1922 w składzie Litwy Środkowej.
Od 11 kwietnia 1922 leżała w Polsce, w województwie wileńskim, w powiecie wileńsko-trockim, w gminie Rudomino. W 1931 miejscowość liczyła 108 mieszkańców, zamieszkałych w 10 budynkach.
Po II wojnie światowej w granicach Związku Sowieckiego. Od 1991 na niepodległej Litwie.